# 菊池秋雄
菊池 秋雄（きくち あきお、1883年1月28日 - 1951年4月5日）は、日本の園芸学者。農学博士として園芸植物の遺伝的形質に注目した。京都大学名誉教授。専門は果樹園芸学 。青森県出身。
京都大学園芸学教室の初代の教授で、新高梨や菊水梨など数多くの梨の交配に関わった。「菊水」の「菊」は菊池の苗字からとられている。

## 経歴
旧制第二高等学校を経て、1908年に東京帝国大学農科大学農学科を卒業すると東京府立園芸学校教諭となり、1916年に果樹研究所の前身にあたる神奈川県農事試験場長に転じる。1920年に退職、園芸学研究のため欧米に留学。1921年に鳥取農業高等学校に奉職、教授を経て1926年から京都帝国大学の農学部にて教授となる。同学では中国東北部の農業指導にあたり、1924年（大正13年）8月19日-21日に大連市沙河口公学堂において講習を行うほか南満州鉄道株式会社の農業指導書にも寄稿する。
同学農学部長（1927年）在職中に大典記念京都植物園園長を拝命し、教授職と兼任兼務（1929年–1949年）。1943年に定年を迎え同学を退官すると、植物園長のかたわら1944年から1945年まで京都府立高等農林学校初代校長を務める。

### 名誉職
- 1938年　園芸学会会長
- 1939年　学術研究会議議員
- 1944年　京都帝国大学名誉教授
- 1949年　日本学術会議会員

## 主な著作

### 書籍
- 菊池秋雄『日本梨品種果皮ノ色及其遺伝ニ就テ　農学博士』（[報告番号不明]）東京帝国大学、1929年。 NAID 500000493130。 博士論文
- 菊池秋雄、関慎之助（述）『園芸講習録』、清水：中央園芸会、1933年。全国書誌番号:44022824、doi:10.11501/1093149。
- 京都大学農学部園芸学研究室『園芸学研究集録』養賢堂、1934年2月– エラー: 日付が正しく記入されていません。。 第1輯-第9揖。
- 菊池楯衛『陸奥弘前後凋園主菊池楯衛遺稿』菊池秋雄（編）、菊池秋雄、1938年11月。
- 『北支果樹園芸』養賢堂、1944年。
- 『果樹園芸学』、養賢堂
  - 上巻「果樹種類各論」、1948年。訂正第2版、1951年。
  - 下巻「果樹繁殖論 ; 果樹生態論」、1953年。
- 『園藝通論』、養賢堂〈農学大系 園芸部門1〉 1950年。訂正第2版、1951年。

### 論文
- 「果樹の種類と作り方」『軍隊農事講習講演集』第2集、東京：大日本農会、1914年（大正4年）。全国書誌番号:43022646。
- 菊池秋雄、鳥取高等農業学校「日本梨の系統と果皮の色の遺傳に就て」『遺伝学雑誌』第3巻第1号、日本遺伝学会、1924年、1-21頁、doi:10.1266/jjg.3.1、ISSN 0021-504X、NAID 130000056362。

『園芸學會雜誌』、ISSN:0013-7626、一般社団法人園芸学会 
- 菊池秋雄、井口透「葡萄樹体の化学的組成とT-R率」、第6巻第2号、1935年。177-182頁。NAID:130001152609、DOI:10.2503/jjshs.6.177。
- 上海水蜜桃と白芒水蜜桃. 17. (1948年). pp. 1-8. doi:10.2503/jjshs.17.1. NAID 130001142840.

『育種と農芸』、タキイ種苗出版部
- 「果樹の品種育成に就いて(2)-総論-」、第5巻第2号、1950年2月、1-3頁。NAID:4001748420。
- 「南瓜考〔1〕」、第5巻第11号、1950年11月。17-19頁。NAID:40017484172。
- 「南瓜考-2-」、第5巻代12号、1950年12月。460-466頁。NAID:40017484202。

『新園芸』、朝倉書店
- 「剪定を簡易化せよ」第3巻第17号、1950年2月。17頁。NAID:40017914946。

## 親族
- 父 - 菊池楯衛[8](元津軽藩士族、青森りんごの始祖、弘前城桜の有志)
- 妻 - たけ （河北新報創業者一力健治郎の娘)
- 義兄 - 水木千代吉 (青森県素封家、親戚は戸長水木忠助、姉あき夫)
- 息子 - 菊池秀夫(三井鉱山常務、河北新報取締役、東海大学名誉教授)
- 息子 - 菊池卓郎 (園芸学者、弘前大学名誉教授)
- 孫 - 菊池誠（物理学者）

## その他
- 遠山正瑛 - 旧制第二高等学校・鳥取農業高等学校の後輩。菊池の菊池の指導をうけ、クブチ砂漠の緑化活動をすることになる[9]。

### 注
1. ↑  1929年に東京帝国大学より農学博士号を受けた研究は『日本梨品種、果皮ノ色及其遺伝ニ就テ』[1]である。梨の遺伝的形質の研究には自著の先行論文[2]がある。